# Ephippiandra masoalensis
Ephippiandra masoalensis är en tvåhjärtbladig växtart som beskrevs av David H. Lorence. Ephippiandra masoalensis ingår i släktet Ephippiandra och familjen Monimiaceae. Inga underarter finns listade i Catalogue of Life.